# Roc de Montpedrós
El Roc de Montpedrós és una roca i una cinglera del terme municipal de Conca de Dalt, a l'antic terme d'Hortoneda de la Conca, al Pallars Jussà, en territori de l'antiga caseria de Segan.
Es troba a l'esquerra de la llau de Perauba, al vessant sud-occidental del Montpedrós.